# Teqball
Teqball ist eine Ballsportart, bei der mit einem Fußball als Rückschlagspiel über einen gewölbten Teqballtisch gespielt wird und die dabei die Elemente von Fußball und Tischtennis verbindet. Es kann von zwei Einzelspielern, vier Spielern im Doppel oder mehreren Spielern in der Runde gespielt werden. Der Ball darf dreimal berührt werden, bevor er auf die gegnerische Tischplatte zurückgespielt wird. Jeder Körperteil kann benutzt werden, um den Ball zu spielen, außer Arm und Hand. Hauptsächlich benutzt werden Fuß, Knie, Kopf und Brust. Ein Punkt wird erzielt, wenn der Gegner den Ball fallen lässt, nicht zurückspielen kann oder gegen andere Regeln verstößt.
Teqball ist international organisiert durch die Fédération Internationale de Teqball (FITEQ).
Die Einführung des Teqballtisches hat auch andere Sportarten begründet, z. B. Teqvoly.

## Geschichte
Zwei ungarische Fußballfans, Gábor Borsányi, ein ehemaliger Fußballprofi, und Viktor Huszár, ein Computerspezialist, führten Teqball im Jahr 2015 ein. Ronaldinho war ein früher Fan und hat mitgewirkt, das Spiel zu popularisieren. Mittlerweile ist es Teil des Trainings bei vielen Fußballprofis.

## Ausstattung

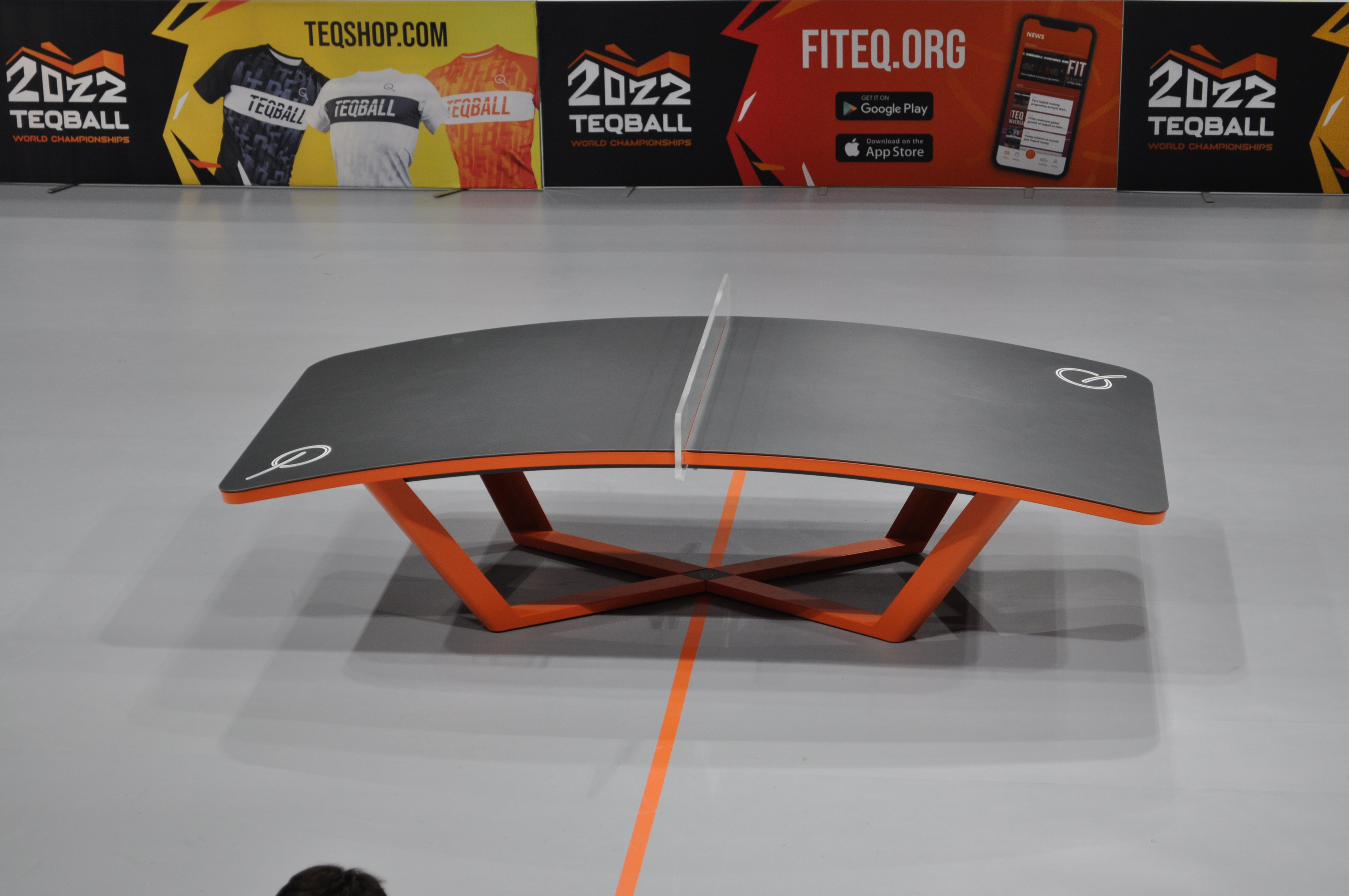
Ein Teqballtisch

Der Teqballtisch (Teqboard) wurde spezifisch für das Spiel entwickelt. Er ähnelt einem Tischtennistisch, hat aber eine gewölbte Oberfläche. Seine Länge ist 3 m, die Weite 1,5 m ohne Netz, 1,7 m mit dem Netz, das ihn in zwei gleiche Spielhälften teilt. Die Höhe des Tisches ist 0,76 m in der Mitte und 0,565 m an den kurzen Kanten. Das „Netz“ ist aus Plexiglas und 0,14 m hoch, der Tisch mit Netz 0,9 m. Offiziell wird mit einem Fußball Größe 5 gespielt.

## Regeln
Regeln sind von der FITEQ gesetzt.
Der Teqballtisch steht im Zentrum des Spielfeldes. Der Spieler, der aufschlägt, hat zwei Versuche. Nach drei Aufschlägen wird der Aufschlag gewechselt. Der gespielte Ball muss einmal die gegnerische Tischhälfte berühren und dann zurückgespielt werden ohne den Boden zu berühren. Der Spieler darf nicht zweimal den Ball mit demselben Körperteil berühren. Während des Ballwechsels darf eine Partei den Ball nicht mehr als dreimal berühren, bevor der Ball zum Gegner gespielt wird.
Einen Satz gewinnt der Spieler, der zuerst 12 Punkte erzielt, und ein Spiel wird auf zwei Gewinn-Sätze ausgetragen. Ein Ballwechsel mit Edgeball (der Ball trifft die Tischkante) wird wiederholt. Berührung des Tisches oder des Gegners sind nicht erlaubt.

## Teqball International

### Teqball World Cup

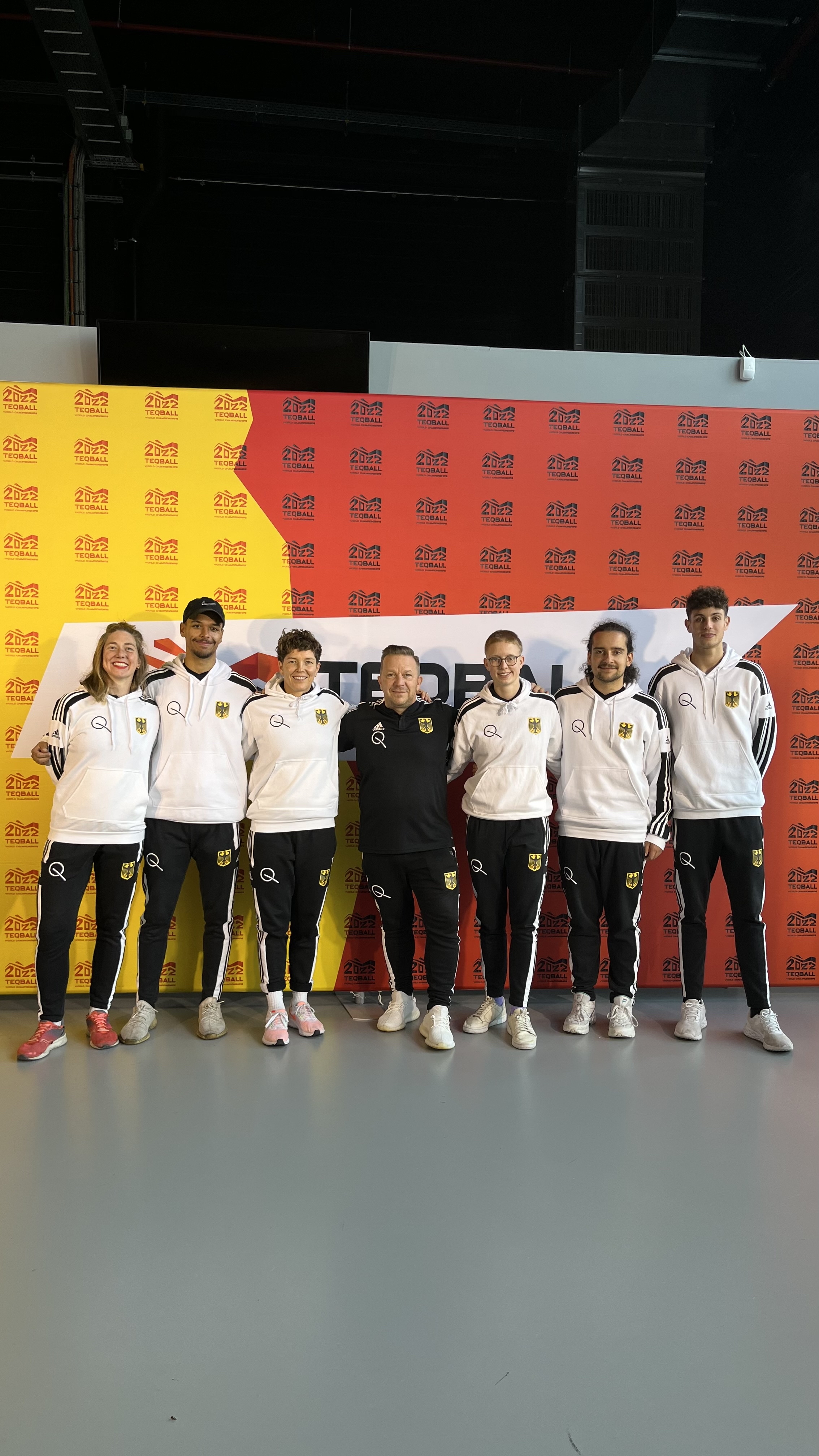
Das deutsche Teqball Team bei der Teqball WM 2022 in Nürnberg

Teqball World Cup ist ein jährlicher Wettbewerb, der von der FITEQ organisiert wird. Der World Cup hat Einzel- und Doppelwettbewerbe, wobei Männer und Frauen zusammenspielen können.
- 2017: Der erste Teqball World Cup fand in Budapest statt.
- 2018: World Cup in Reims
- 2019: World Cup in Budapest, 158 Spieler aus 57 Ländern[4]
- 2021: World Cup in Gliwice (Polen)[5]
- 2022: World Cup in Nürnberg[6]
- 2023: World Cup in Bangkok (Thailand)[7]

### Bei den Europaspielen
Bei den von den EOK ausgerichteten Europaspielen wurde die Sportart 2023 in das Wettkampfprogramm aufgenommen.

## Teqball in Deutschland
In Deutschland sind in den letzten Jahren vor allem in Amateur-Fußballvereinen Teqball-Sparten gegründet worden. Der bekannteste deutsche Verein mit eigener Teqball-Sparte ist der FC St. Pauli, bei dem die Sportart seit 2022 angeboten wird. Im Juni 2023 wurde der Deutsche Teqball Verband gegründet.

### Deutsche Meisterschaft
Seit 2022 wird jährlich eine Deutsche Meisterschaft ausgespielt, wobei die Sieger der jeweiligen Kategorien Deutschland bei der darauffolgenden Weltmeisterschaft vertreten dürfen. Sowohl bei Weltmeisterschaften als auch bei der Deutschen Meisterschaft darf jeder Athlet in höchstens zwei Kategorien antreten.
|      | Frauen-Einzel  | Herren-Einzel      | Frauen-Doppel                | Herren-Doppel                        | Mixed-Doppel                      |
| ---- | -------------- | ------------------ | ---------------------------- | ------------------------------------ | --------------------------------- |
| 2022 | Nelly Wilke    | Eric Merlin Herbst | nicht ausgespielt            | Eric Merlin Herbst & Jonathan Maurer | Nelly Wilke & Yannic Stächelin    |
| 2023 | Dana Hillmann  | Jon Nielsen        | Nelly Wilke & Daytona Hansen | Jon Nielsen & Diego Gollub           | Stella Glöckner & Jonathan Maurer |
| 2024 | Daytona Hansen | Maximilian Hunfeld | Nelly Wilke & Daytona Hansen | Jon Nielsen & Diego Gollub           | Till Bockholt & Nelly Wilke       |
| 2025 | Daytona Hansen | Maximilian Hunfeld | Nelly Wilke & Daytona Hansen | Till Bockholt & Mattes Wisbar        | Till Bockholt & Nelly Wilke       |

## Deutschland im Teqball
Bei der Teqball WM 2022 konnte sich Eric Merlin Herbst im Einzel der Männer und mit Jonathan Maurer im Männer-Doppel für die K.o.-Phase qualifizieren. Das deutsche Teqballteam qualifizierte sich 2023 für die European Games und erreichte im Damen-Einzel das Viertelfinale. Daytona Hansen und Nelly Wilke erreichten bei den Weltmeisterschaften 2023 und 2024 jeweils das Viertelfinale.